# Conocrambus wollastoni
Conocrambus wollastoni là một loài bướm đêm trong họ Crambidae.